# Opfergangsaltar

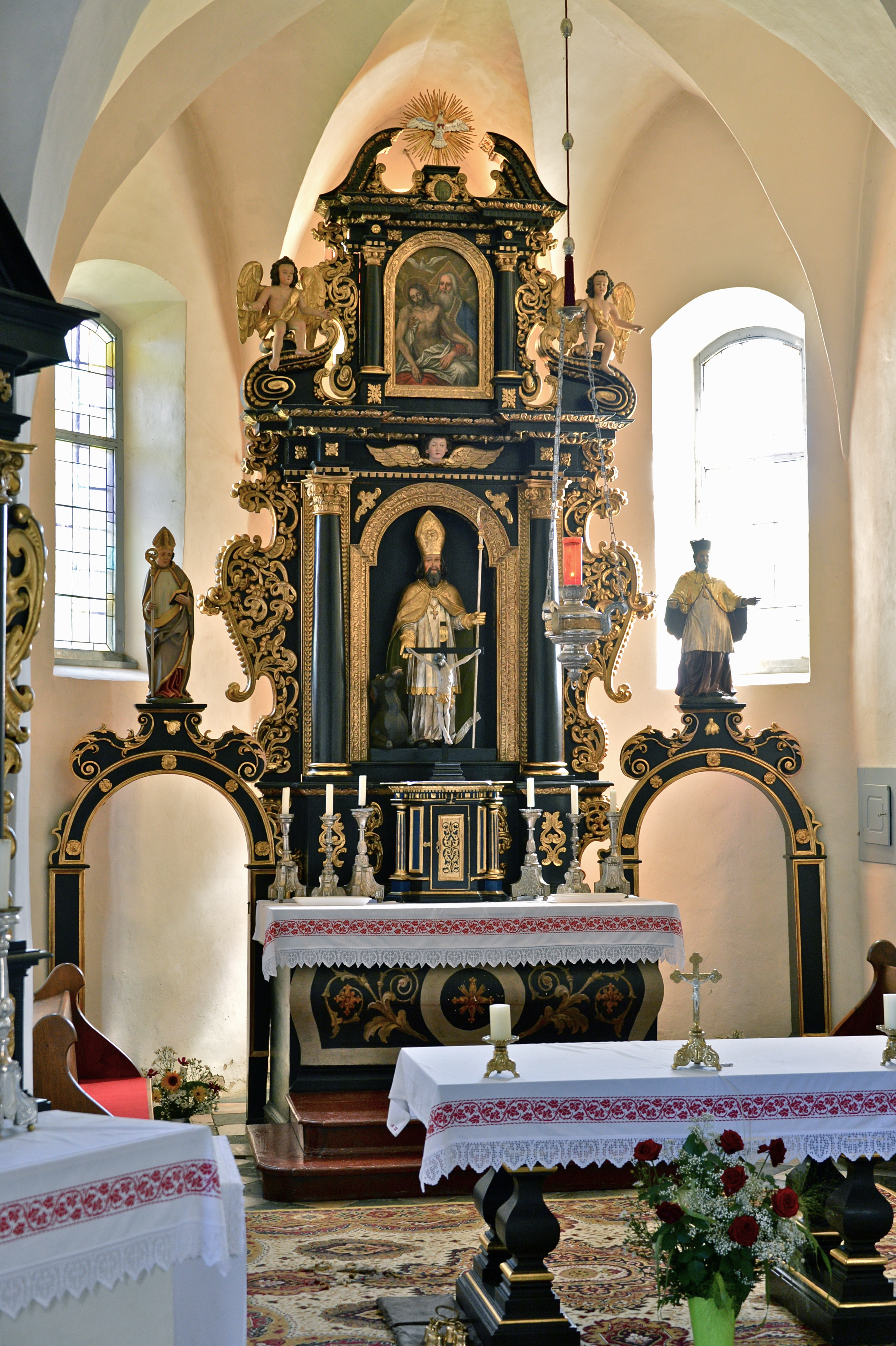
Hochaltar mit Opfergangsportalen. Pfarrkirche Heiliger Egyd in Tigring, Moosburg, Kärnten

Als Opfergangsaltar wird eine besondere Form des Altars in katholischen Kirchengebäuden bezeichnet, die einen Opfergang um den Altar ermöglicht.

## Beschreibung
Bei einem Opfergangsaltar befinden sich in manchen barocken Kirchen rechts und links des Hochaltars Türen, die „Opfergangsportale“, durch welche die Gläubigen bei einem „Opferumgang“ um den Altar herumgehen konnten. Auf der Rückseite steht, etwa in der Wallfahrtskirche Zwiefalten und in der Wallfahrtskirche St. Anna in Haigerloch, ein zweiter Altar mit einem eigenen Tabernakel und eigener Mensa. Dabei konnte auch für zwei Zwecke gespendet werden, und es stand ein Opferteller auf der Epistelseite und der andere auf der Evangelienseite.